# Александрия (Луцкий район)
Александрия (укр. Олександрія) — село в Подгайцевской сельской общине Луцкого района Волынской области Украины.
До 2020 года входило в Киверцовский район.
Код КОАТУУ — 0721883603. Население по переписи 2001 года составляет 112 человек. Почтовый индекс — 45250. Телефонный код — 3365. Занимает площадь 0,665 км².